# Tilques
Tilques – miejscowość i gmina we Francji, w regionie Hauts-de-France, w departamencie Pas-de-Calais.
Według danych na rok 1990 gminę zamieszkiwało 900 osób, a gęstość zaludnienia wynosiła 123 osób/km² (wśród 1549 gmin regionu Nord-Pas-de-Calais Tilques plasuje się na 596. miejscu pod względem liczby ludności, natomiast pod względem powierzchni na miejscu 497.).